# MARTIJN
Vereniging MARTIJN était une association pédophile néerlandaise, qui avait pour objet de faire accepter les relations sexuelles entre adultes et enfants. Fondée à Hoogeveen en 1982, il s'agissait de la plus ancienne association pédophile européenne, et de la plus ancienne au monde après la NAMBLA. La justice néerlandaise a interdit le groupe en juin 2012, avant de revenir sur cette interdiction en avril 2013, puis de la confirmer le 19 avril 2014, soit près d'un an plus tard.

## Les buts de l'association
L'association MARTIJN défendait l'idée de la possibilité d'un plaisir réciproque dans les relations sexuelles entre adultes et enfants, contre ce qu'elle nomme le « dogme » qui veut que « les enfants et les jeunes soient blessés par les relations amicales et intimes avec des personnes plus âgées ». Les quatre facteurs à prendre en compte dans toute relation de ce type étaient, selon elle :
1. Consentement de l'enfant et de l'adulte.
2. Ouverture vers les parents de l'enfant.
3. Liberté pour l'enfant d'interrompre la relation à n'importe quel moment.
4. Relation en harmonie avec le développement de l'enfant[1].

Ces relations sexuelles devraient avoir lieu dans une « société libre et humaine », où seraient bannies « violence, force et domination dans les relations » et où régneraient « l'honnêteté, l'ouverture d'esprit, le plaisir et l'amour ». MARTIJN est donc un mouvement très ancré dans les idéaux utopiques de la révolution sexuelle : la liberté par l'amour, contre l'autorité.

### Moyens d'action
L'association éditait un trimestriel en néerlandais, OK Magazine (Martijn jusqu'en 1986), qui publiait des études sur la pédophilie, des interviews de personnalité à ce sujet, des fictions et des poèmes (en grand nombre) et divers articles sur l'adolescence et l'enfance. Elle proposait également un site internet complet et un forum de discussion.

## Polémiques
MARTIJN fit avec les années l'objet d'une réprobation croissante, toute complaisance envers l'apologie de la pédophilie ayant disparu avec le temps. L'association a perdu le soutien de la communauté homosexuelle en 1994, lorsqu'elle a été exclue de l'ILGA.
En 2003, des membres des partis de droite nationalistes Nieuw Rechts et New National Party (NNP) créent une organisation, appelée Stop MARTIJN, dont le but est d'empêcher MARTIJN de fonctionner à visage découvert.
Le 27 juin 2012, la justice néerlandaise a ordonné la dissolution de l'association MARTIJN,.
Le 2 avril 2013, la cour d'appel néerlandaise a annulé l'interdiction et la dissolution de l'association, jugeant que si « les travaux de l'association sont contraires à l'ordre public », il n'y a cependant pas de « menaces de dislocation de la société », condition pour qu'une organisation soit interdite aux Pays-Bas ; la cour d'appel estime en effet que la société est « suffisamment capable de se défendre ».
Le 19 avril 2014, la Hoge Raad, cour suprême des Pays-Bas, confirme le jugement de 2012, estimant que l'intégrité de l'enfant prime sur le principe de liberté d'expression. La cour juge qu'étant donné que MARTIJN « banalise les dangers des contacts sexuels avec de jeunes enfants », « il est nécessaire d’interdire et dissoudre l’association au nom de la protection de la santé, des droits et des libertés des enfants ».